# 밧줄

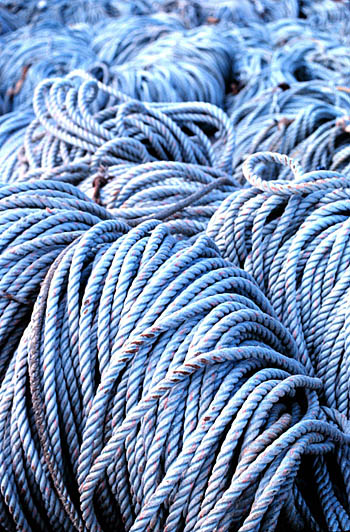
낚시를 위해 쓰이는 기다란 밧줄들의 모습.

밧줄(문화어: 바줄) 또는 로프(영어: rope)는 당기고 연결하는 힘을 강화시키기 위해 꼬다랗게 꼬여 있는 섬유이다. 밧줄은 인장 강도가 있으므로 끌거나 들어올리는데 사용할 수 있지만 압축강도를 제공하기에는 너무 느슨하다. 그러므로 밧줄은 밀거나 이와 비슷한 압축적 응용 부문에 사용할 수는 없다.

## 구성
로프는 길고 끈끈한 섬유질 재료로 구성될 수 있지만 일반적으로 특정 천연 또는 합성 섬유로 구성된다. 합성 섬유 로프는 천연 섬유 로프보다 훨씬 더 강하고, 인장 강도도 더 높으며, 천연 섬유로 만든 로프보다 부패에 더 강하고, 물 위에 뜰 수 있다. 그러나 합성 로프는 미끄러움 등 특정 단점도 갖고 있으며, 일부는 자외선에 의해 더 쉽게 손상될 수 있다.
로프에 사용되는 일반적인 천연 섬유로는 마닐라 대마, 대마, 린넨, 면, 야자껍질, 황마, 짚 및 사이잘삼이 있다. 로프 제조에 사용되는 합성 섬유에는 폴리프로필렌, 나일론, 폴리에스테르(예: PET, LCP, Vectran), 폴리에틸렌(예: Dyneema 및 Spectra), 아라미드(예: Twaron, Technora 및 Kevlar) 및 아크릴(예: Dralon)이 포함된다. 일부 로프는 여러 섬유의 혼합물로 구성되거나 공중합 섬유를 사용한다. 와이어 로프는 강철 또는 기타 금속 합금으로 만들어진다. 로프는 실크, 양모, 머리카락과 같은 다른 섬유질 재료로 만들어졌지만 이러한 로프는 일반적으로 사용할 수 없다. 레이온은 장식용 로프를 만드는 데 사용되는 재생섬유이다.
꼬이거나 땋은 로프의 가닥을 비틀면 로프를 함께 유지하는 역할을 할 뿐만 아니라 로프가 개별 가닥 사이에 장력을 보다 균등하게 분산시킬 수 있다. 로프에 꼬임이 없으면 가장 짧은 가닥이 항상 전체 하중의 훨씬 더 높은 부분을 지탱하게 된다.

### 2차원 그림/ 단면

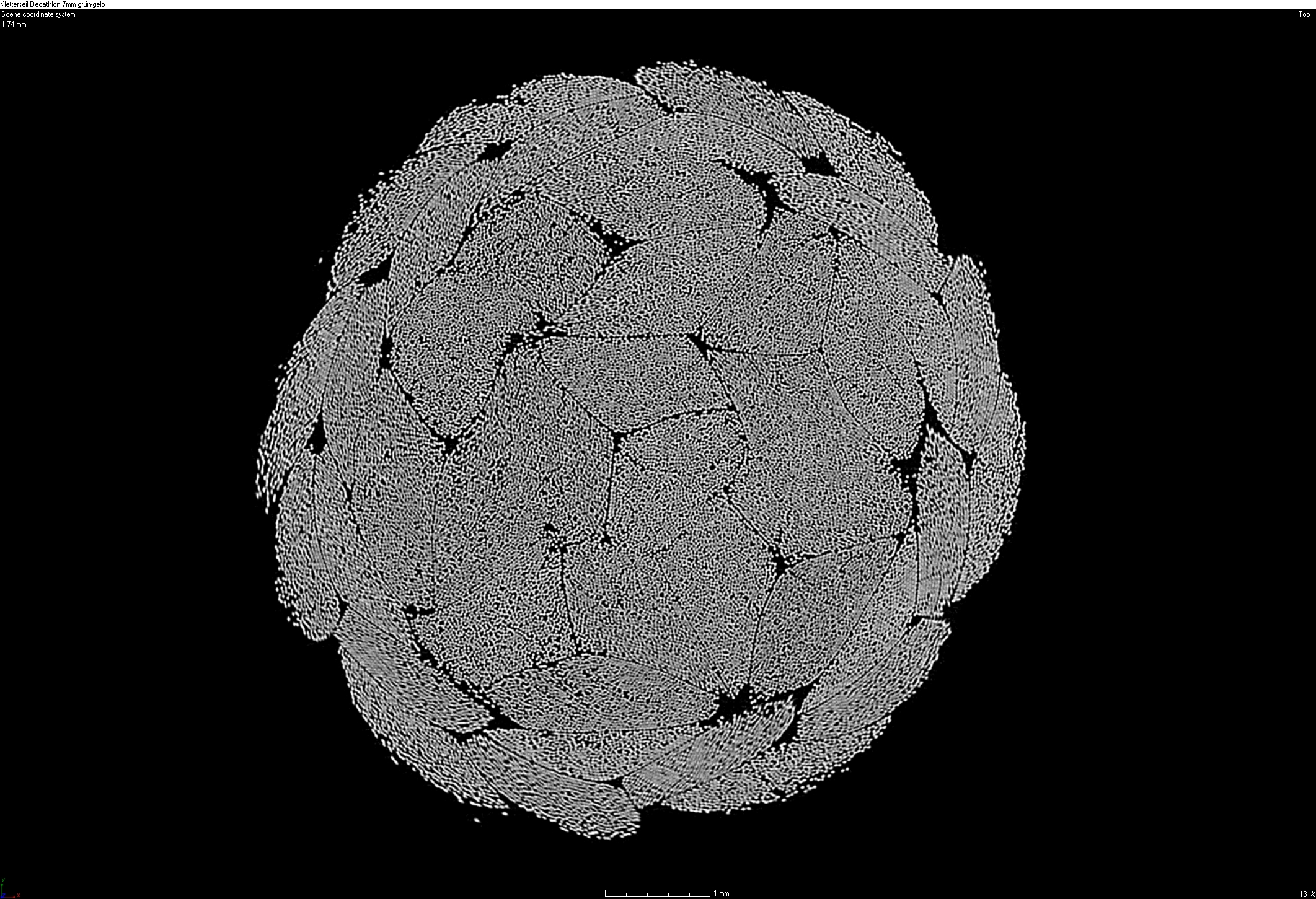
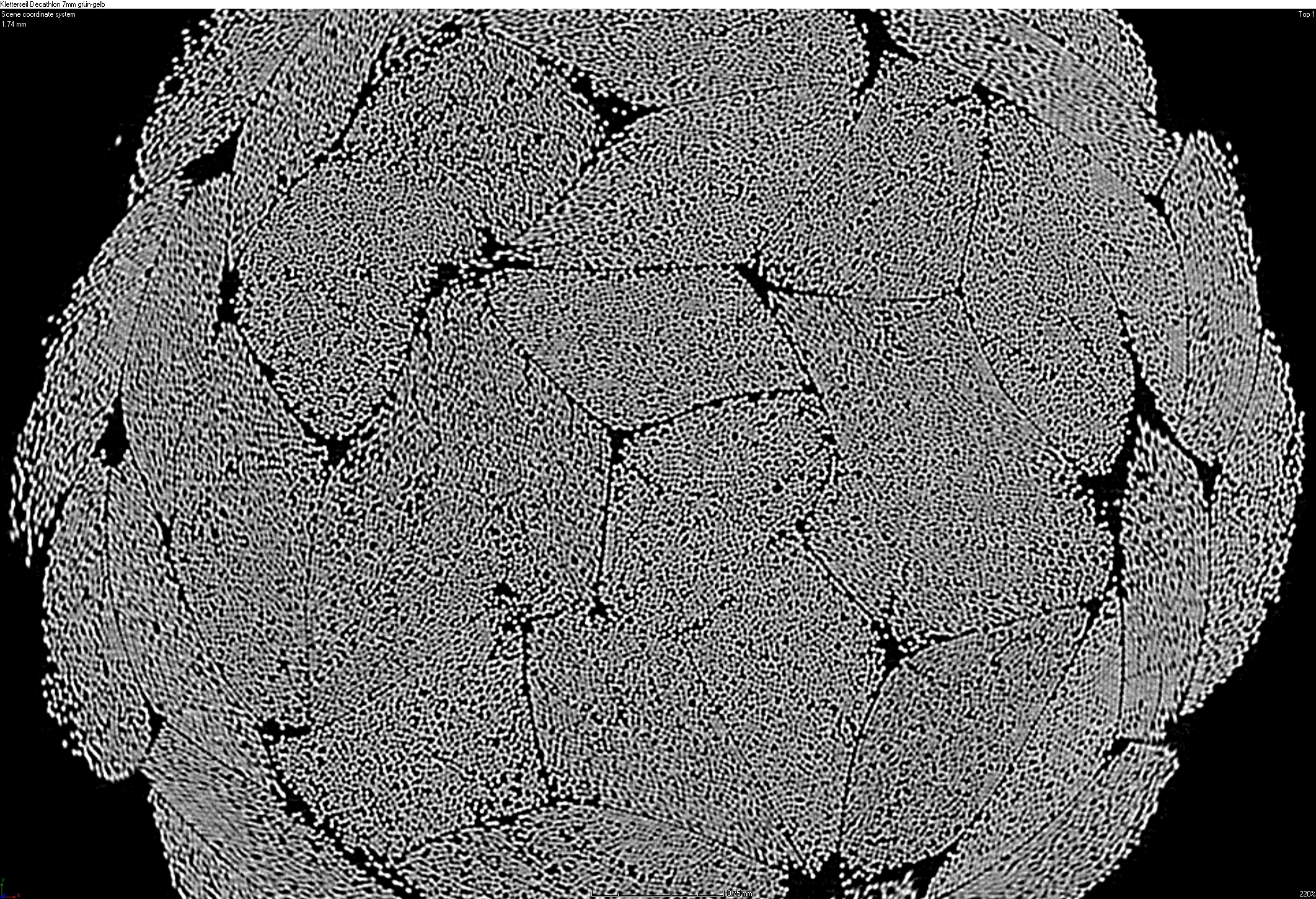
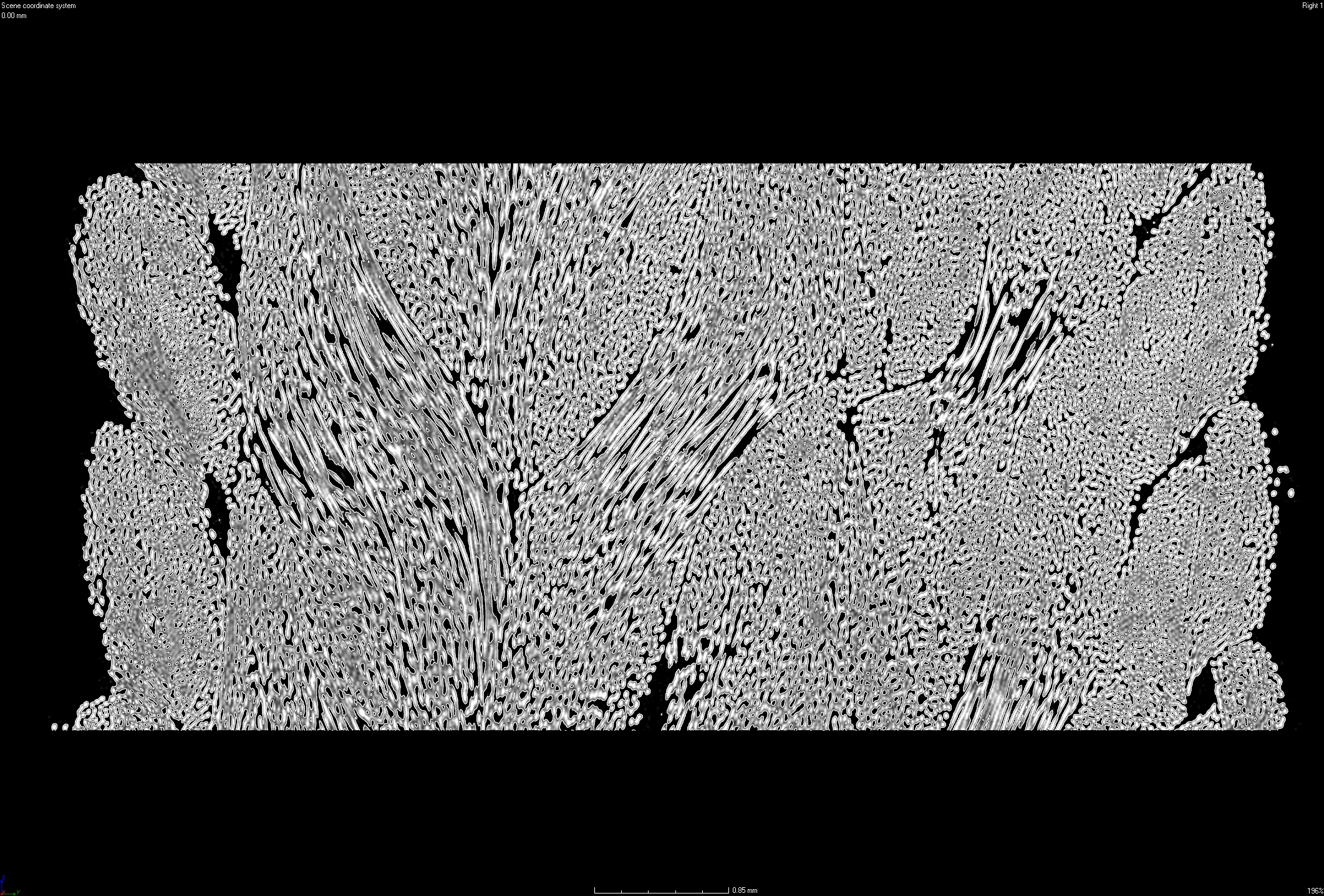
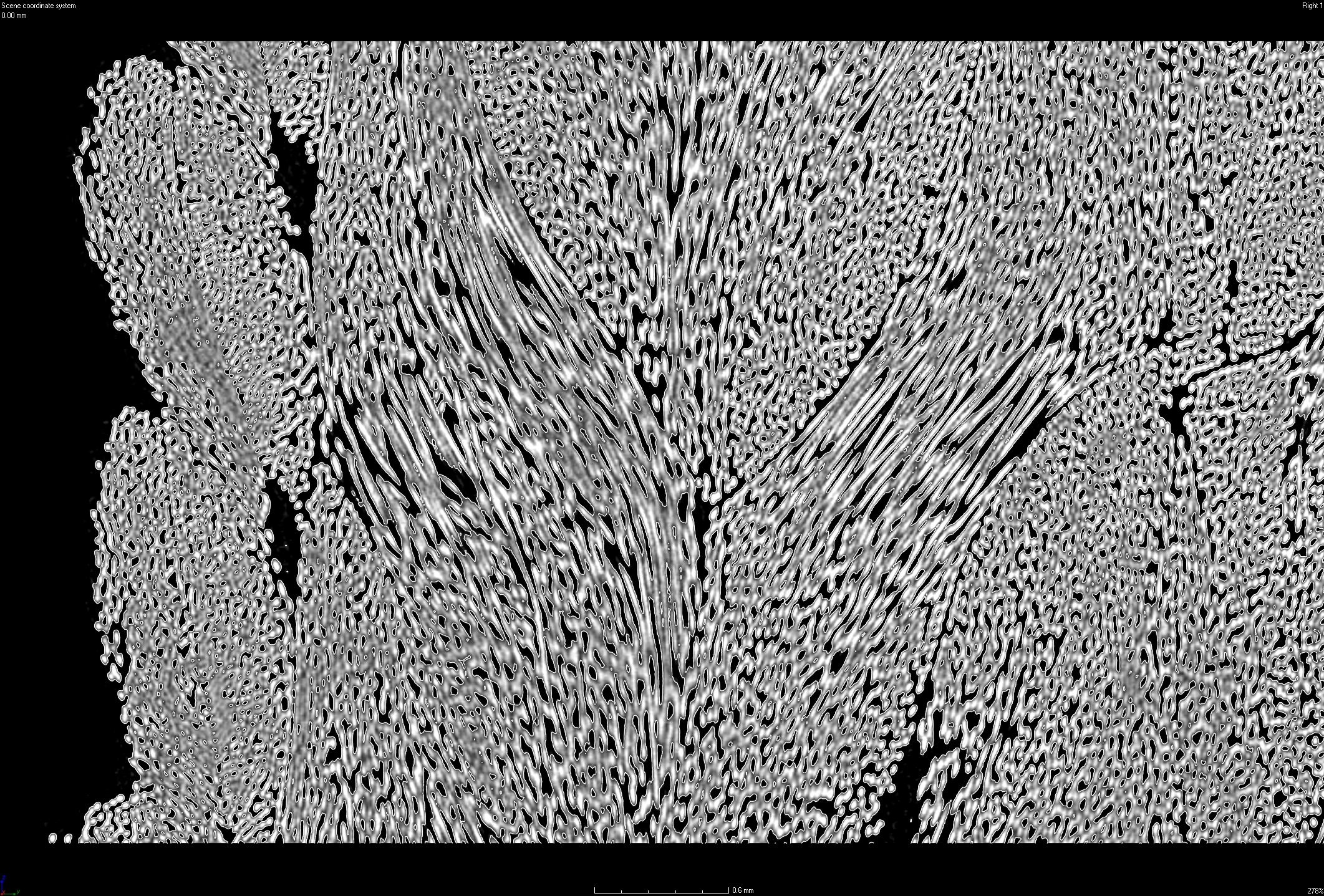

### 3차원 렌더링

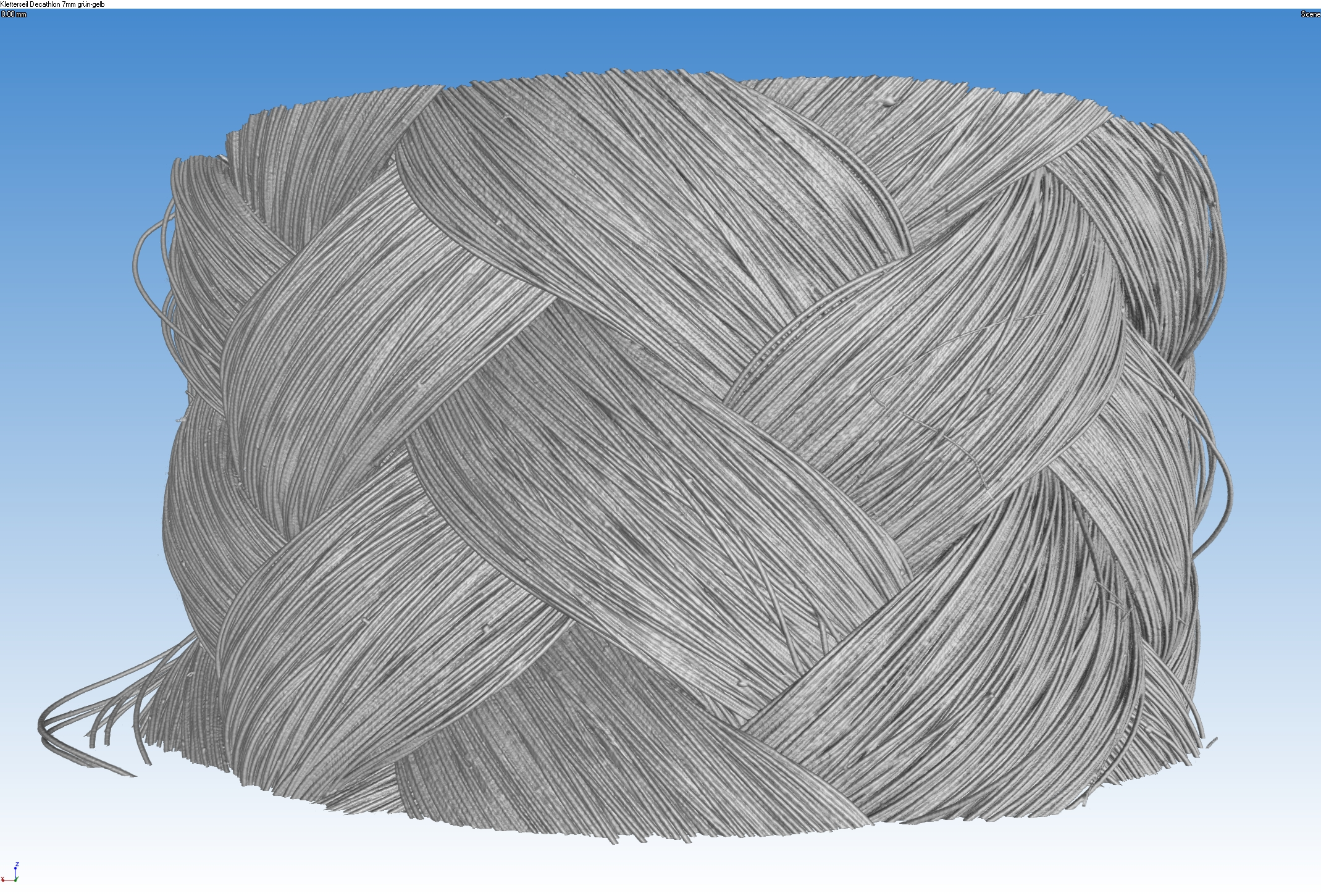
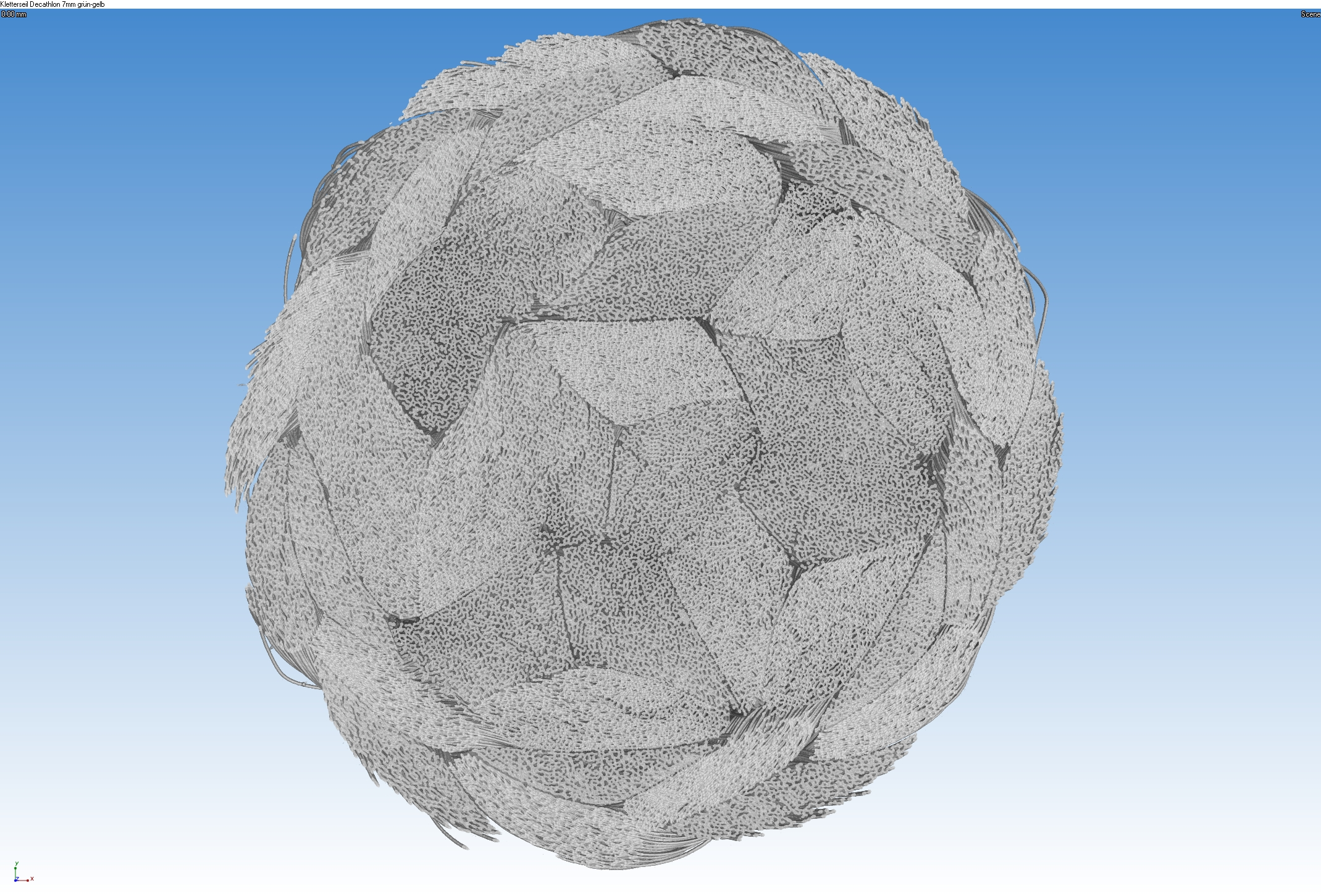
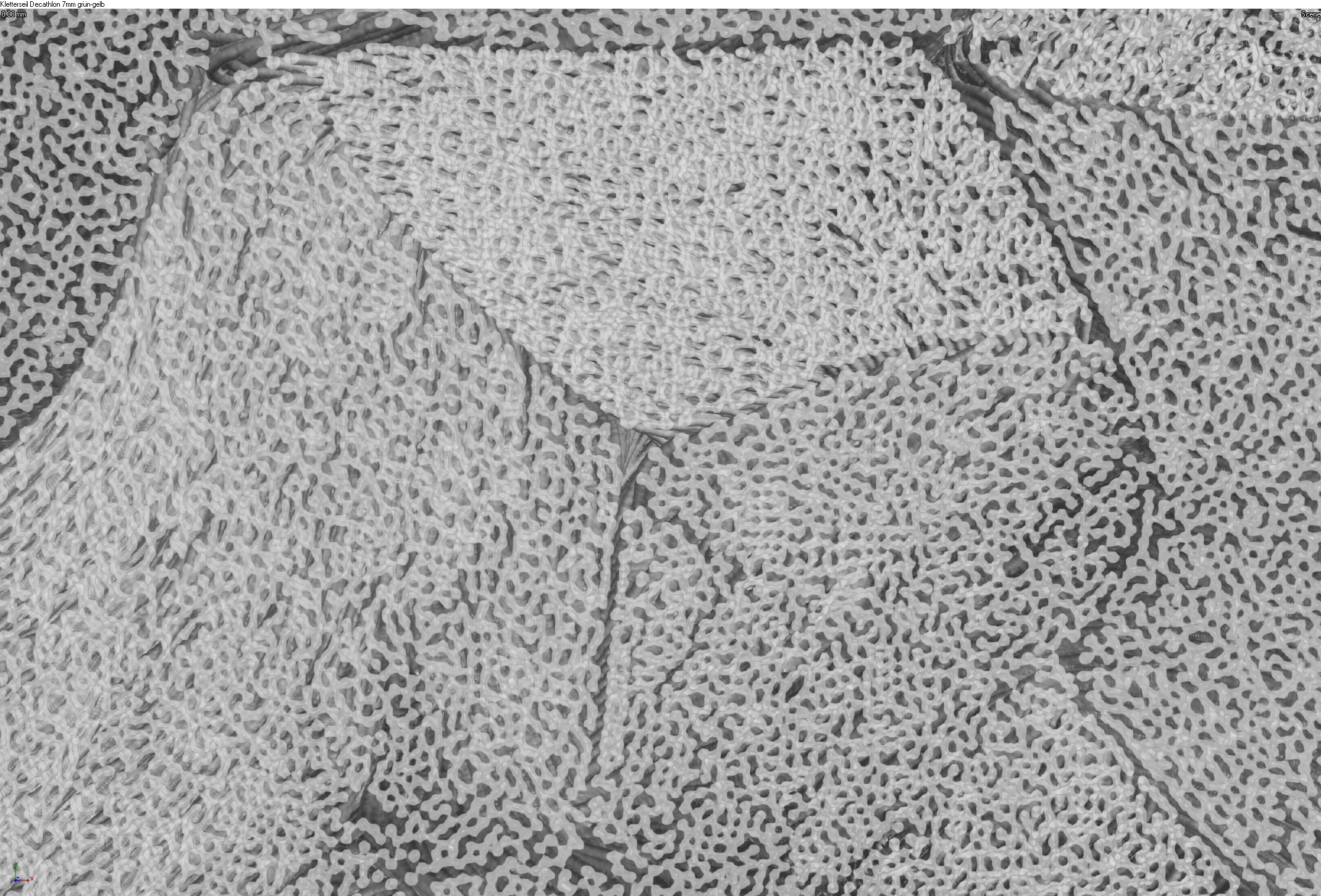
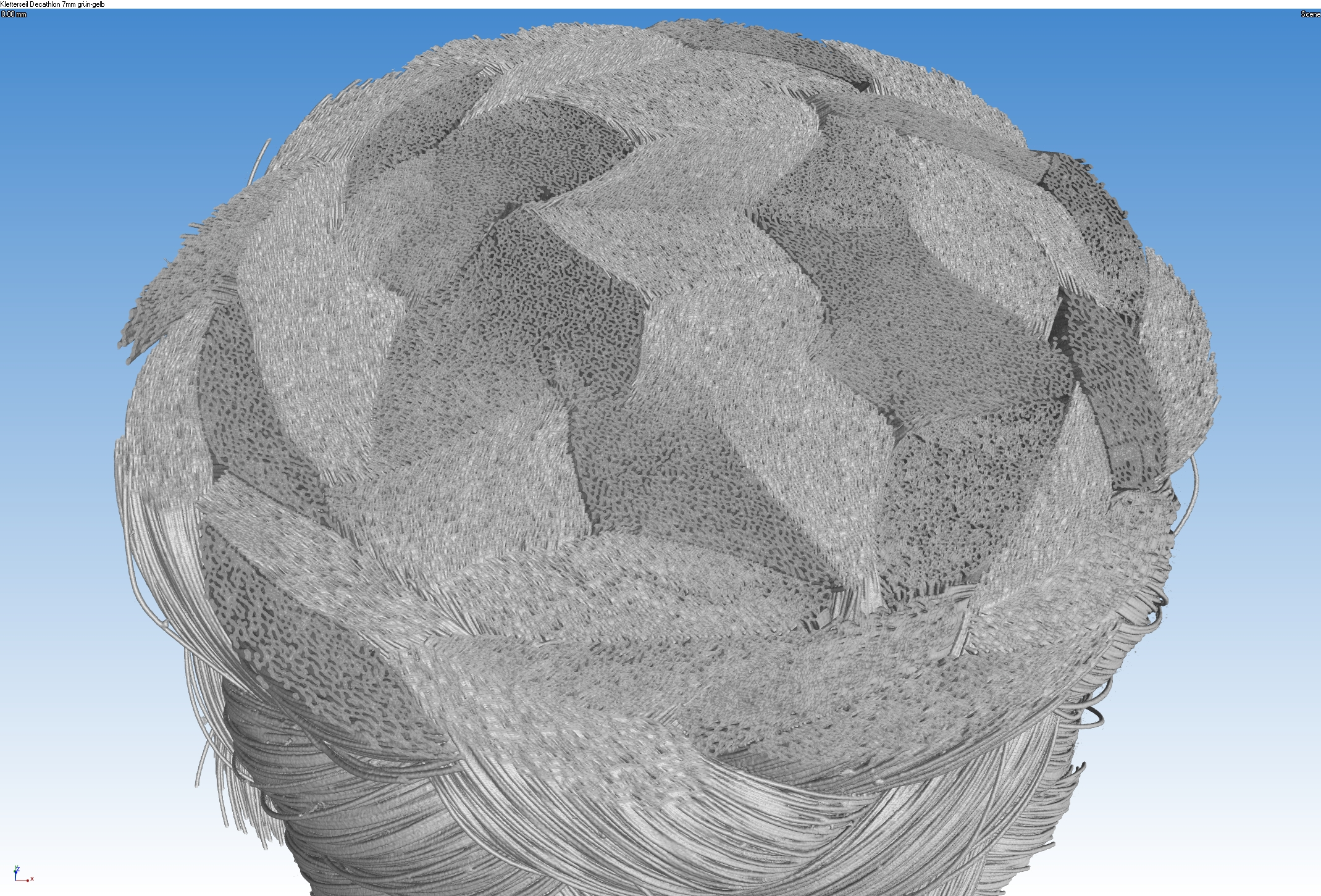
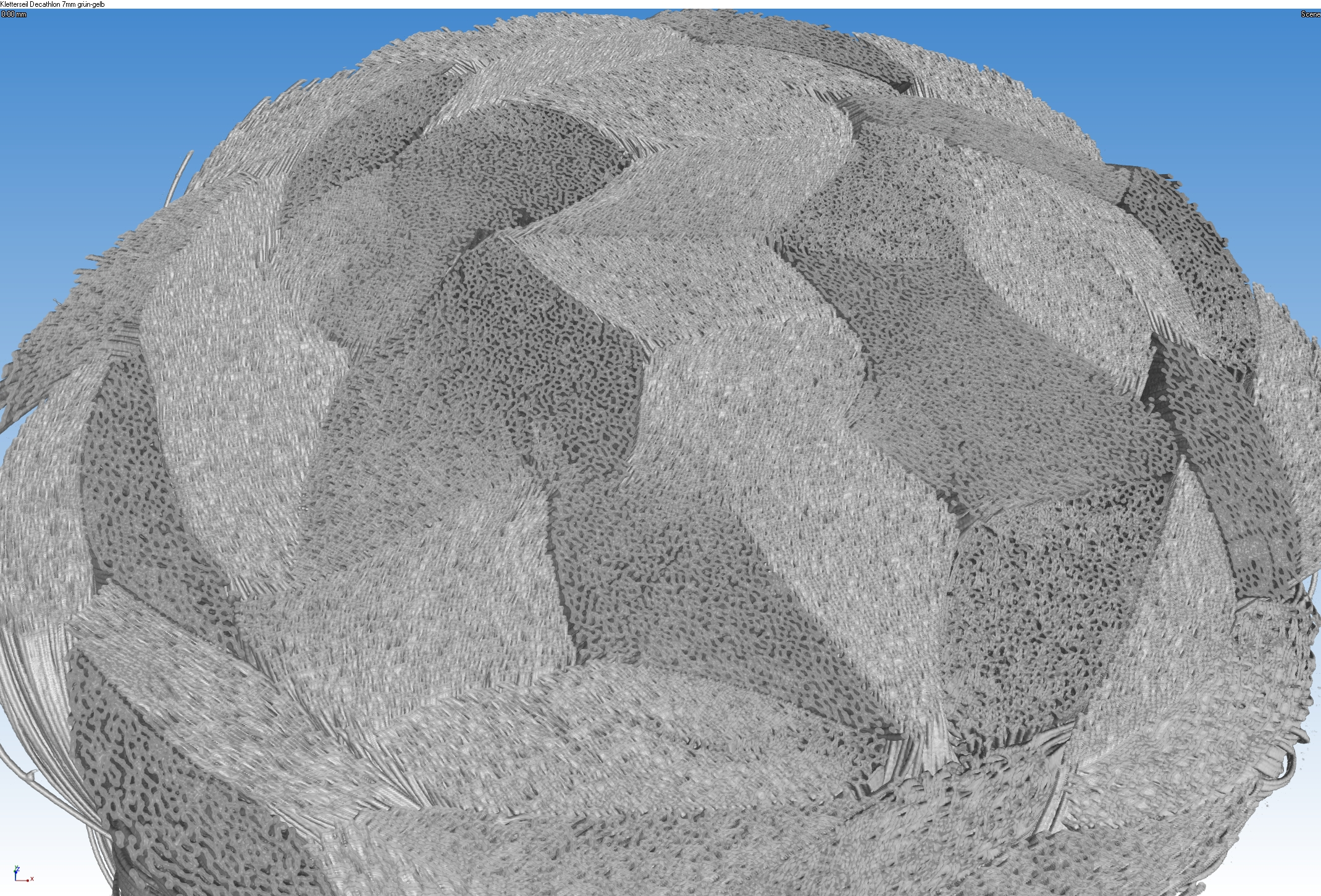
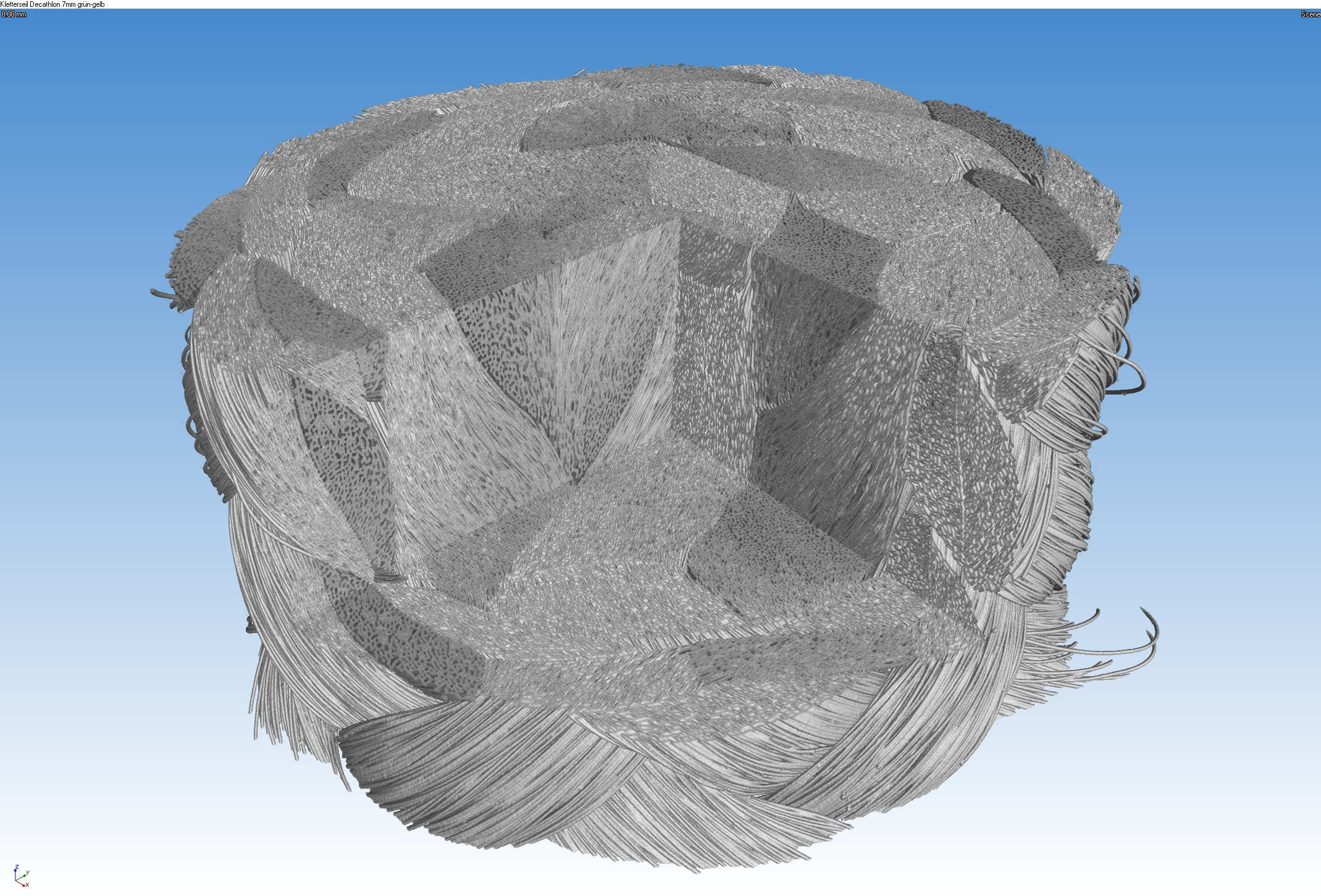
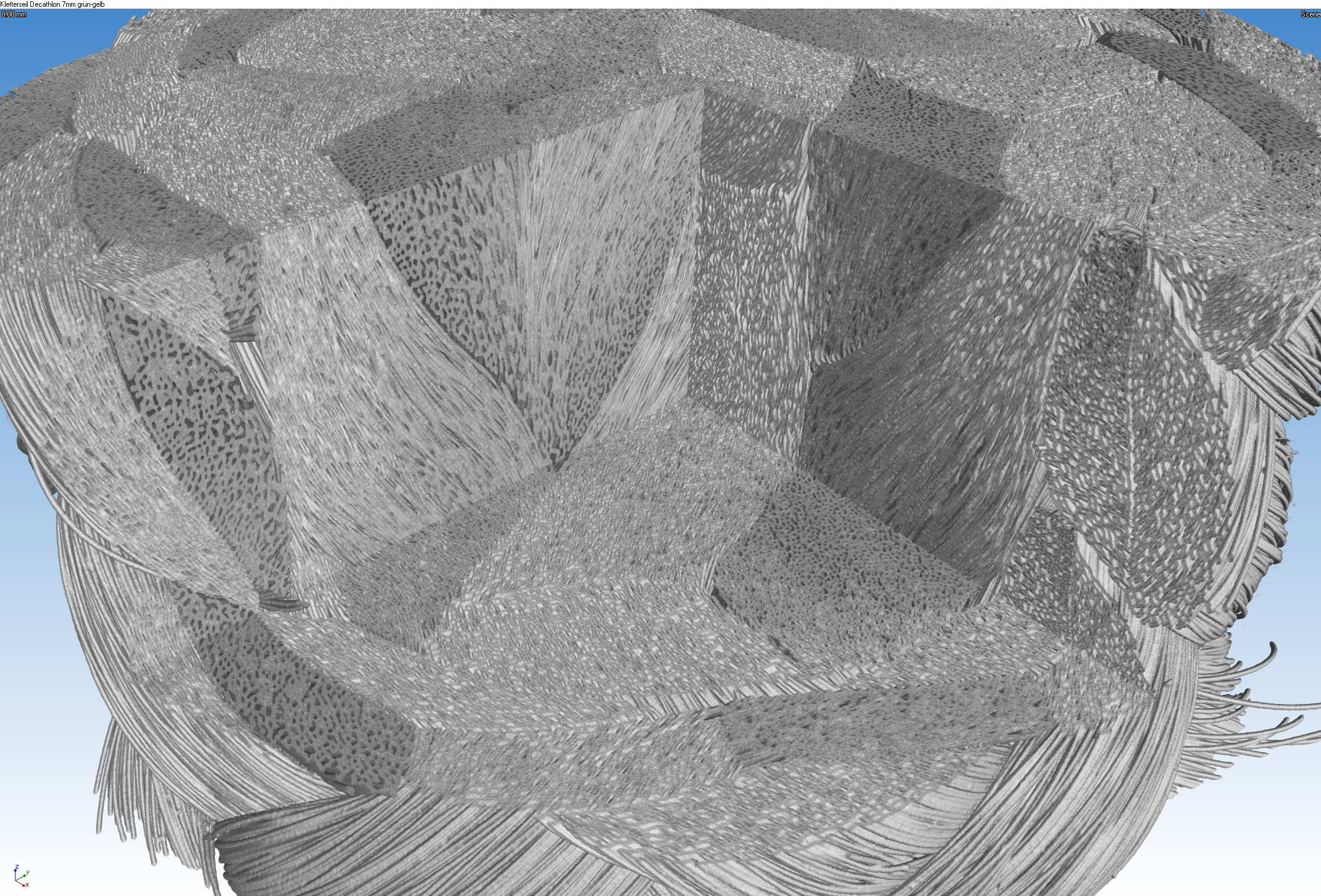

## 같이 보기
- 새끼
- 래싱(영어판)